# Парк імені Миколи Зерова (Київ)
Парк імені Миколи Зерова — міський парк, розташований у Солом'янському районі міста Києва, вздовж Повітрофлотського проспекту між вулицями Солом'янська та Преображенська. Площа — 4,11 га. У парку переважають листяні породи дерев — клени, липи, тополі. Кількість кущів порівняно невелика.

## Історія
Парк закладений 1961 року. Отримав назву на честь радянського військового діяча та письменника Миколи Островського.
1971 року в парку встановлено пам'ятник М. Островському у вигляді погруддя. У рамках декомунізації потрапив у перелік пам’ятників і пам’ятних знаків Києва, що підлягають демонтажу, який відбувся 2016 року.
На території парку знаходиться Спасо-Преображенська церква, збудована у 2003—2007 роках.
2007 року парк ґрунтовно реконструйовано — оновлено естраду, покриття доріжок, освітлення; встановлено нові лавки.
2009 року відкрито пам'ятник викладачам та студентам колишнього Київського кадетського корпусу.
2020 року парк перейменований на честь поета і літературознавця Миколи Зерова, розстріляного 1937 року в селищі Сандармох під час сталінського терору.

## Галерея

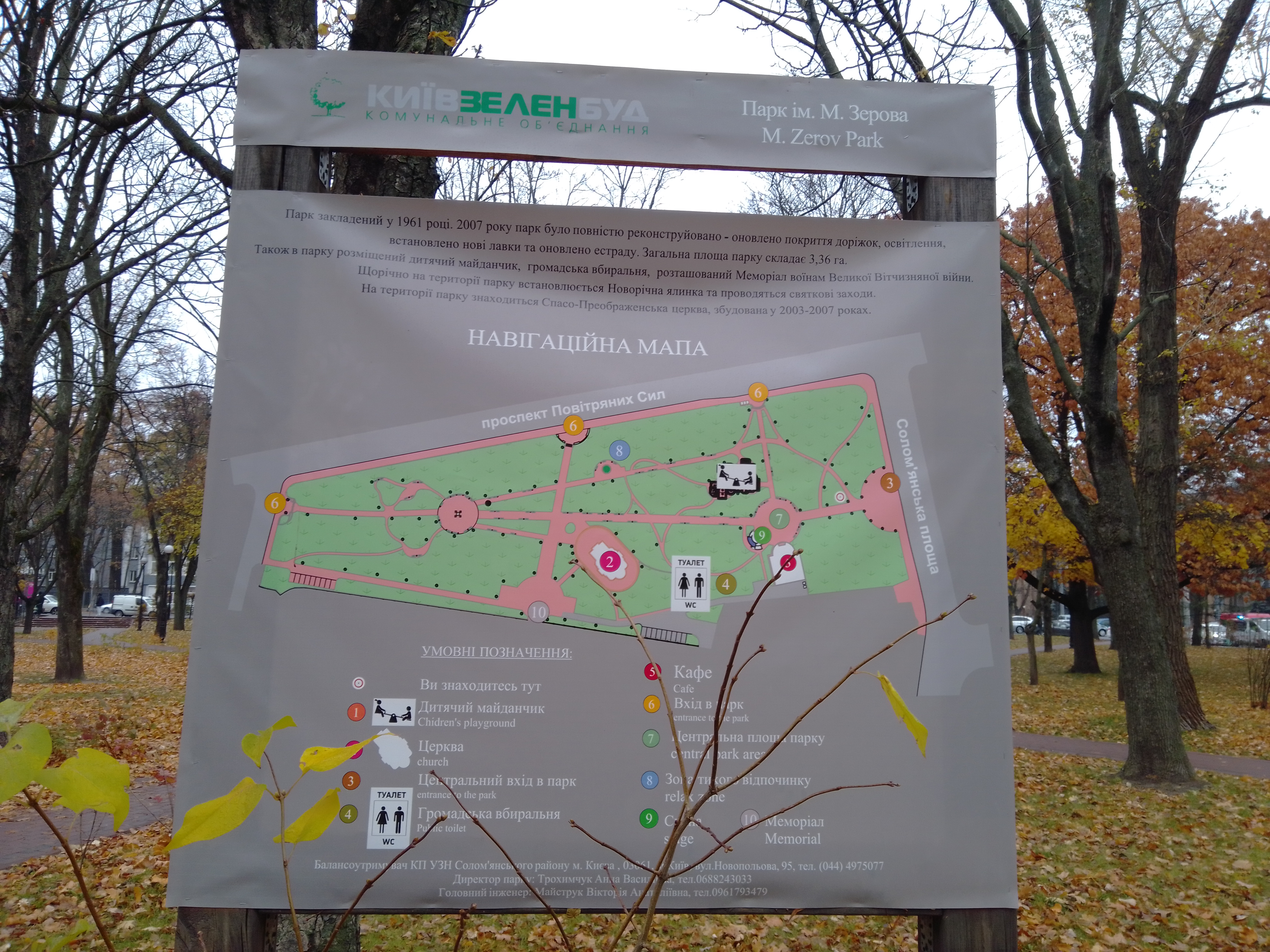
Навігаційна мапа
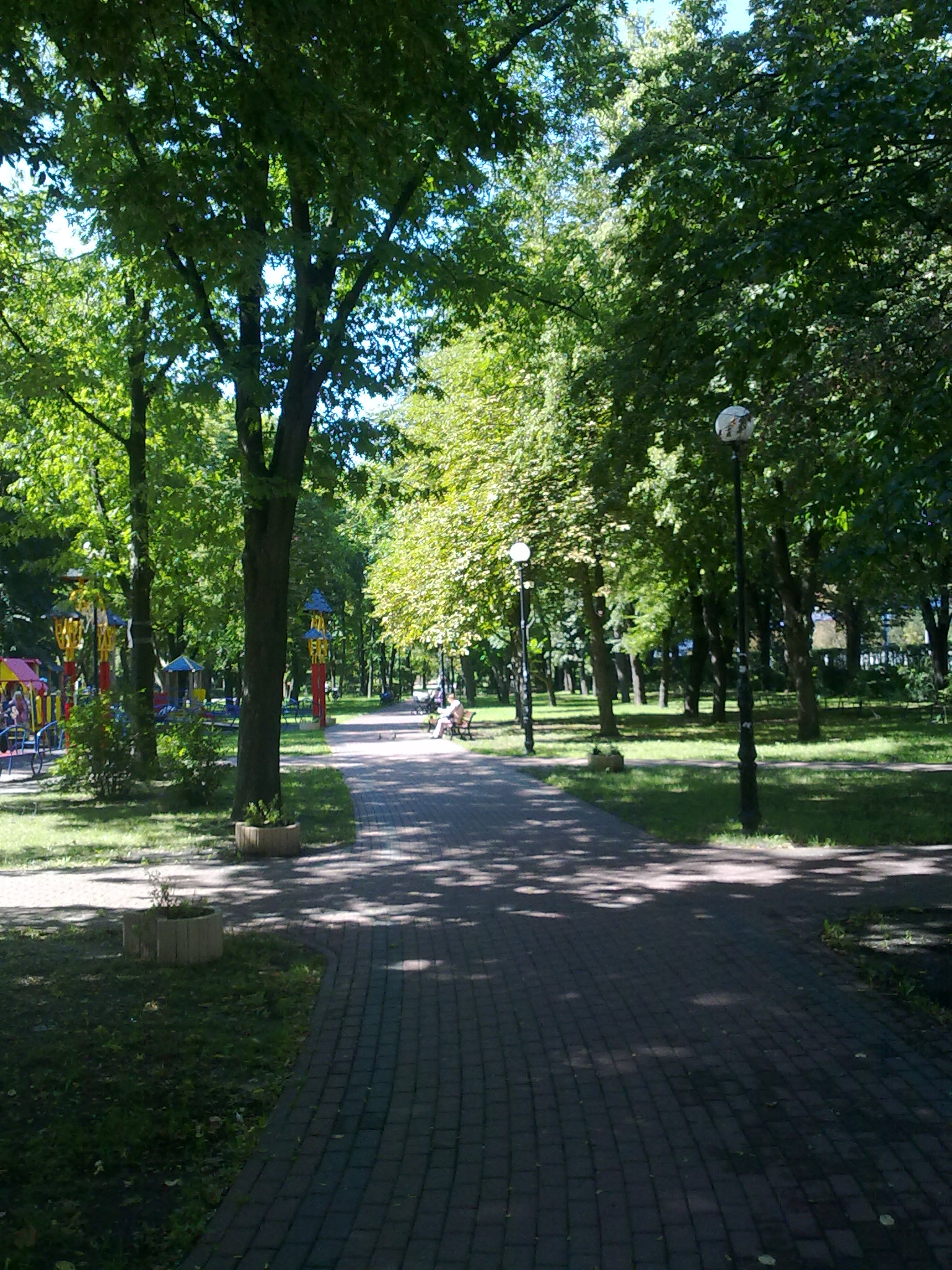
Алея у парку
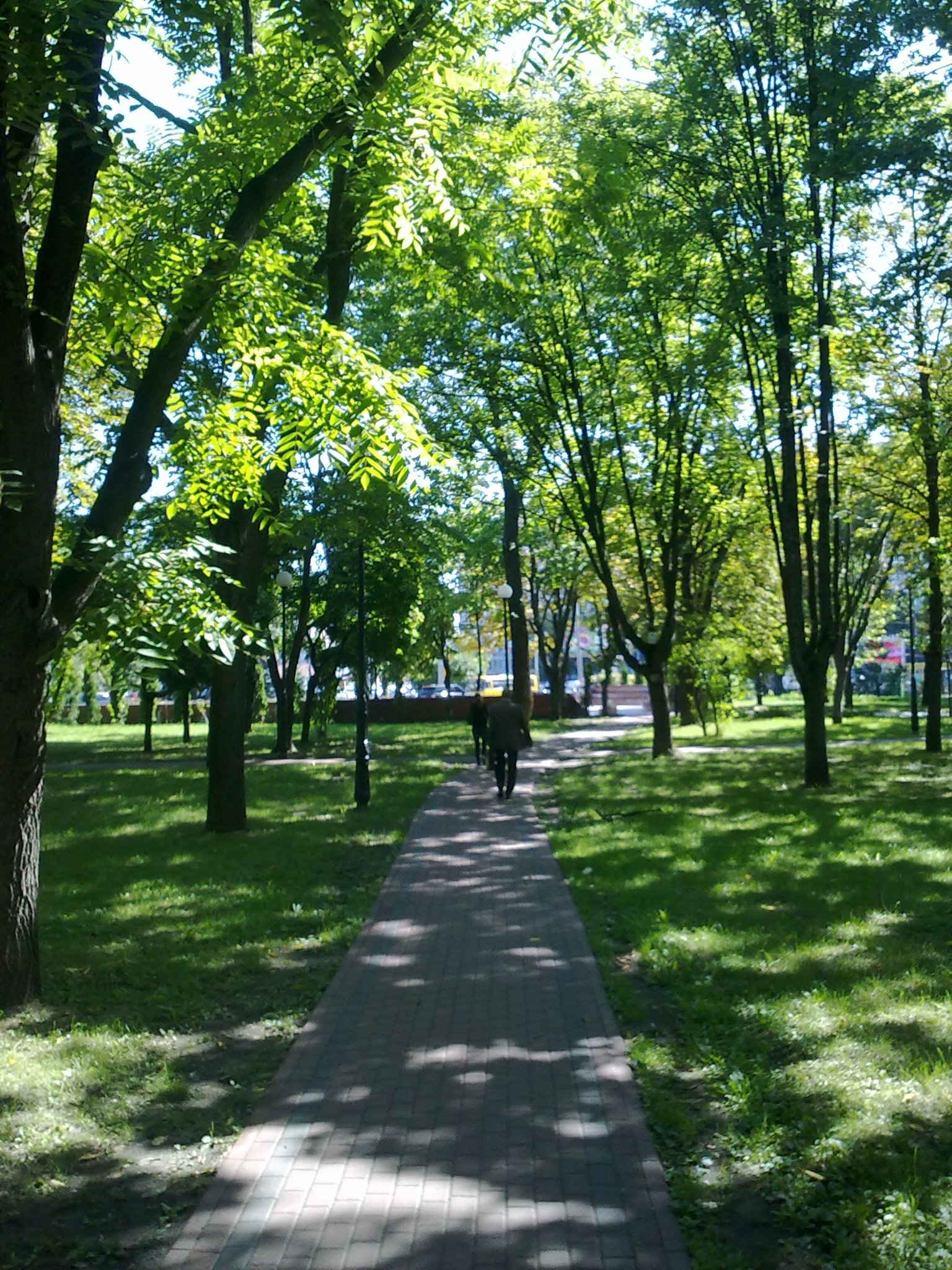
Алея у парку
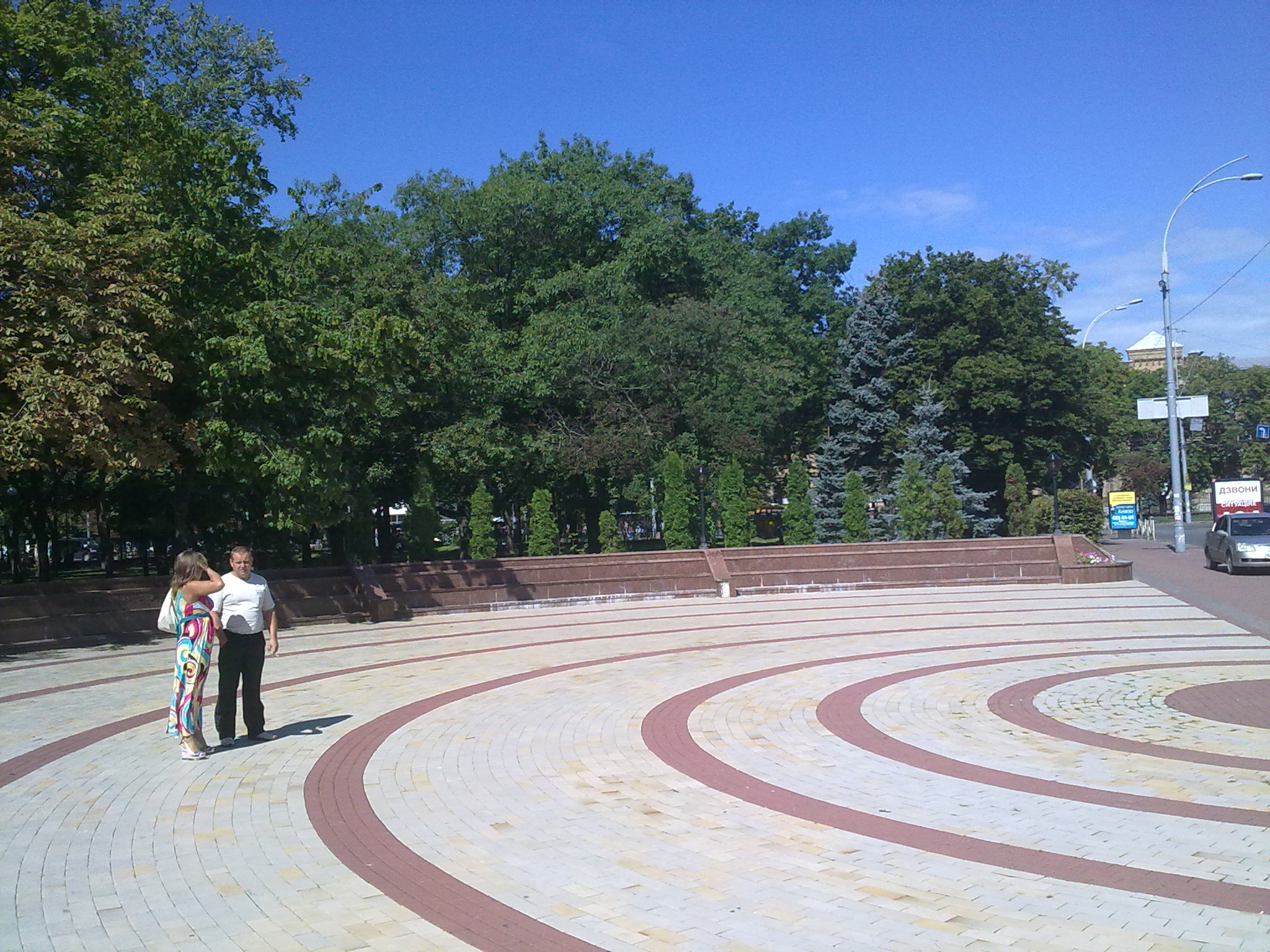
Вхід до парку з боку Солом'янської площі
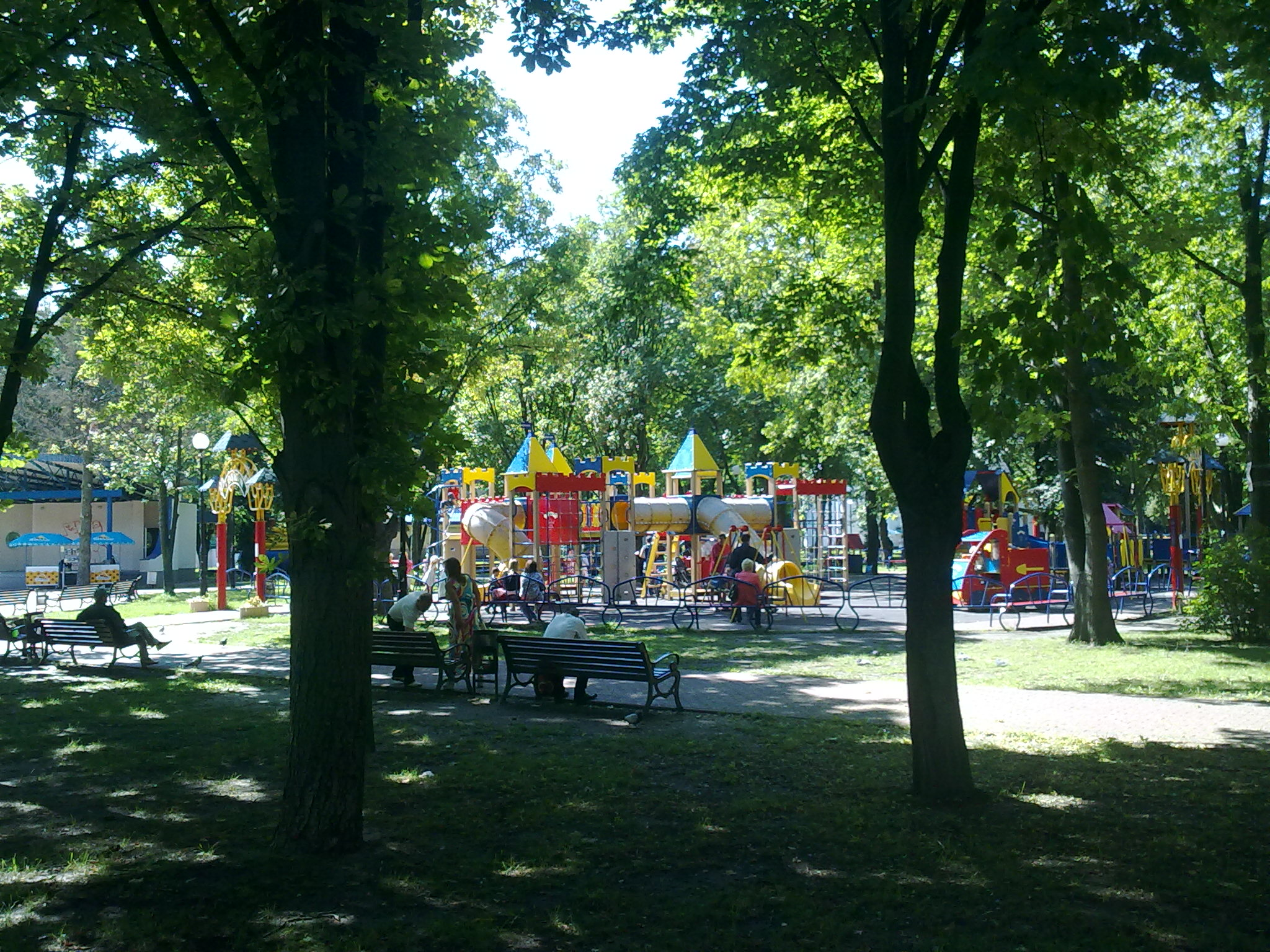
Дитячий ігровий майданчик
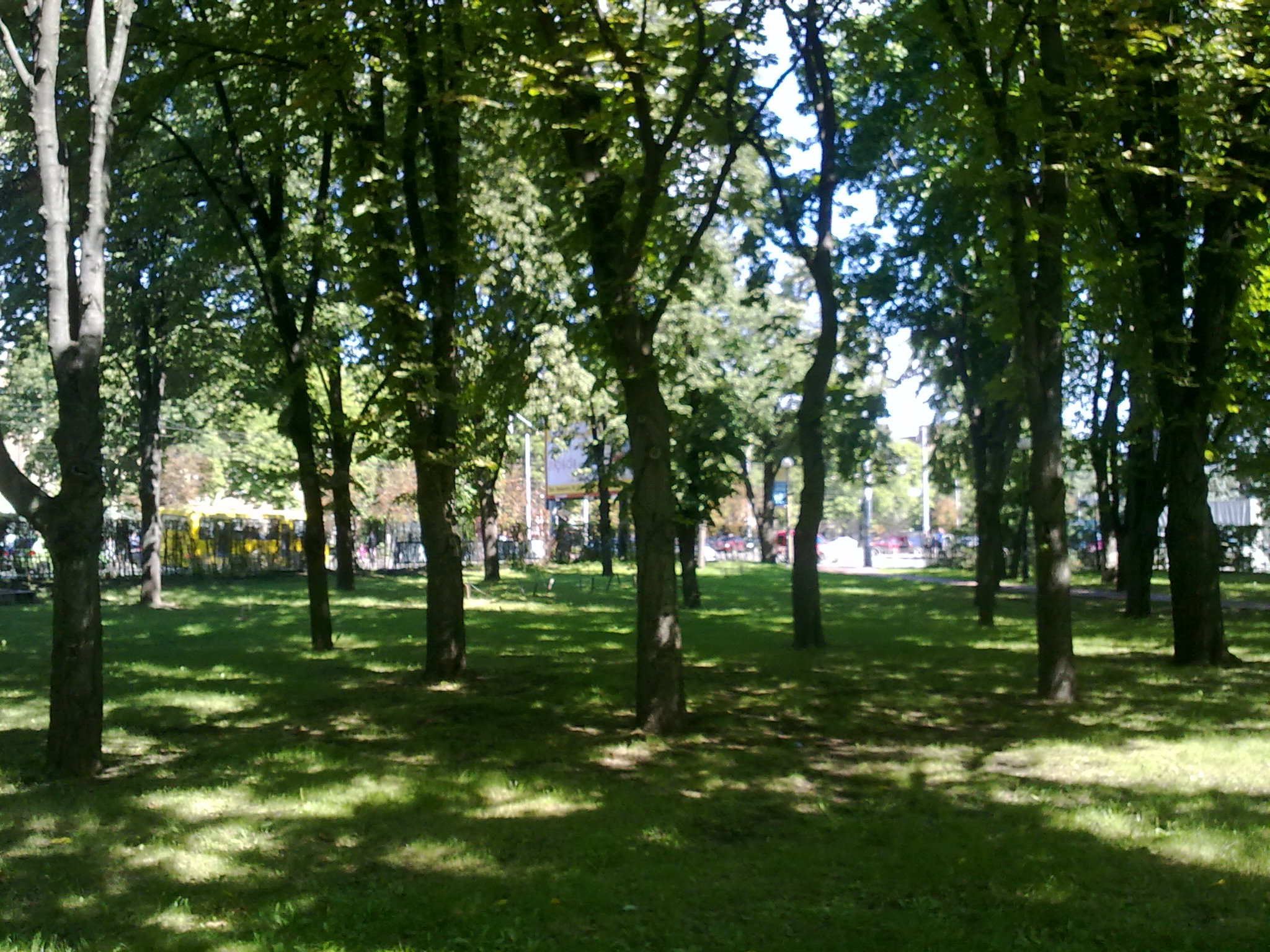
Частина парку
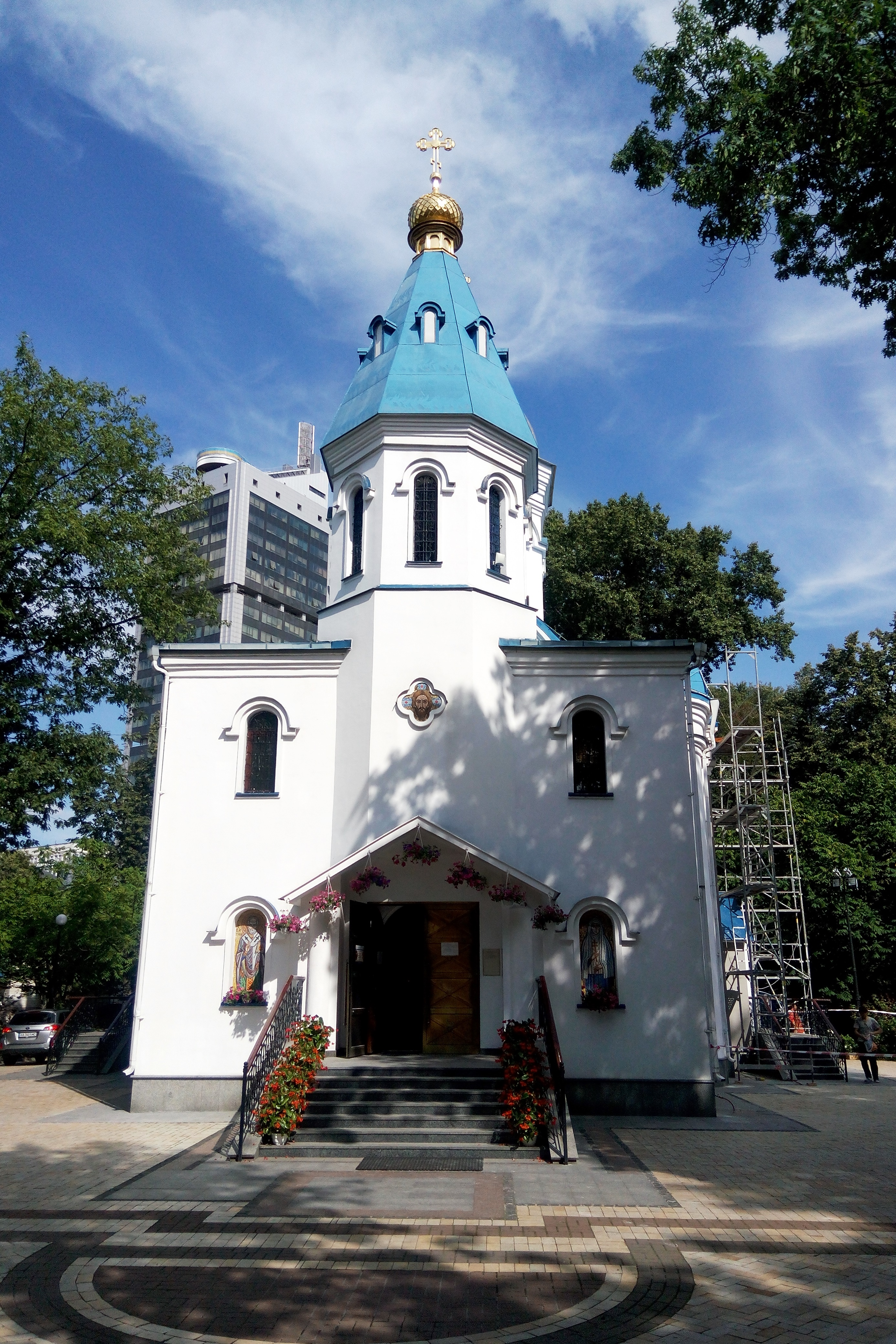
Спасо-Преображенський храм
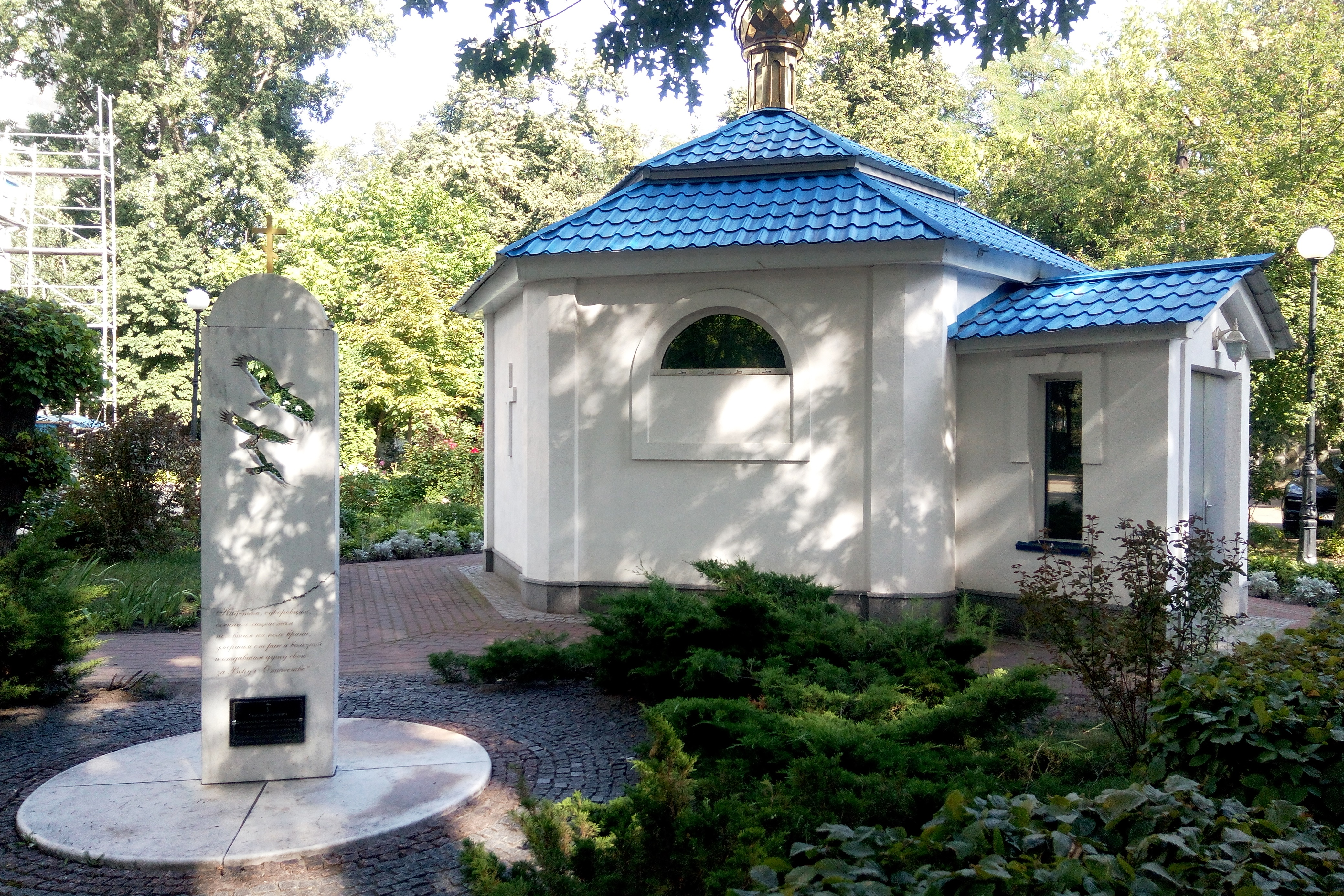
Каплиця і пам'ятник викладачам і студентам Київського кадетського корпусу